# スラムローズ
スラムローズ（Slum Lorse）はプロレスラーのユニット。KAIENTAI DOJOを主戦場として活動している。

## 歴史
2005年のYOSHIYAとアップルみゆきの間でのセクハラ抗争の決着戦が6月5日に行われ、勝ったYOSHIYAが「俺を子分にしろ」と主張し、お船を加えた3人でGETを引っ掻きまわす事を宣言した。しかしお船は怪我のため7月15日に引退したためメンバー2人で戦って行く事になった。
ぬるい独特のハードコアの戦いで注目され、アップルみゆき＆YOSHIYAのタッグで2005年12月23日のWEWハードコアタッグ王座決定戦に勝利し第14代王者となった。
その後、YOSHIYAがオメガ入りしたことによりグループは消滅する。
2008年4月、復帰したYOSHIYAがオメガを裏切り、アップルと再始動した。

## メンバー
- YOSHIYA
- アップルみゆき
- お船（怪我により引退）

## テーマ曲
- 天下無敵 ※キングレコード「KAIENTAI DOJO 2」に収録